# Porina exocha
Porina exocha är en lavart som först beskrevs av William Nylander och som fick sitt nu gällande namn av P. M. McCarthy. 
Porina exocha ingår i släktet Porina och familjen Porinaceae. Inga underarter finns listade i Catalogue of Life.